# Alån
Alån är en skogsälv i Norrbotten i Sverige som är cirka 70 kilometer lång, avrinningsområde 592 kvadratkilometer, varav nästan 10 procent består av sjöar.
Alån rinner från sjön Långsjön i Bodens kommun och därefter till Slyträsket, 87 meter över havet. Sedan rinner den genom den större sjön Alträsket, därefter genom Västmarkssjön, norrut en bit till Vändträsket och söderut igen till Mockträsket, innan den slutligen mynnar i Bottenviken vid Ersnäs i Luleå kommun. 
Viktigaste forssträckan finns vid Selets bruk, där bruksområdet från 1800-talet restaurerats inklusive dammen. De viktigaste källflödena är Hattbäcken och Sjöån. Största biflöde är Bjurbäcken (Bodbäcken) från Bjursträsket, som löper ut från väster i Alån vid Alvik.
Alån kallas ofta för Aleån den sista milen ner mot havet, nedströms byn Ale, men det officiella namnet, t ex på Lantmäteriets kartor, är alltså Alån.